# Art électronique
L'art électronique est une forme d'art qui utilise les médias électroniques. Plus largement, il fait référence à la technologie et/ou aux médias électroniques. Il est lié à l'art de l'information, à l'art des nouveaux médias, à l'art vidéo, à l'art numérique, à l'art interactif, à l'Internet et à la musique électronique. Il est considéré comme une excroissance de l'art conceptuel et de l'art systémique.

## Festivals, symposiums, prix d'« art électronique »
- Symposium international d'art électronique (ISEA), organisé chaque année depuis 1988, international ;
- Ars Electronica Symposium, organisé chaque année depuis 1979 par Ars Electronica à Linz, Autriche ;
- Dutch Electronic Art Festival (DEAF), organisé chaque année depuis 1994 par V2 Institute for the Unstable Media à Rotterdam, Pays-Bas ;
- Electronic Language International Festival (FILE), organisé chaque année depuis 2000 à São Paulo, Brésil ;
- Prix Ars Electronica, un prix annuel majeur pour plusieurs catégories d'art électronique.

## Artistes
Les artistes notables travaillant dans l'art électronique comprennent :  
- Laurie Anderson
- Roy Ascott
- Maurice Benayoun
- Maurizio Bolognini
- Angie Bonino
- Mez Breeze
- Miguel Chevalier
- Heiko Daxl
- Elizabeth Diller
- David Em
- Ken Feingold
- Ingeborg Fülepp
- Peter Gabriel
- Pietro Grossi
- Genco Gülan
- Garnet Hertz
- Perry Hoberman
- Jodi
- Eduardo Kac
- Knowbotic Research
- Marc Lee
- George Legrady
- Golan Levin
- Liu Dao
- Rafael Lozano-Hemmer
- Chico MacMurtrie
- Sergio Maltagliati
- Jennifer & Kevin McCoy
- Yucef Merhi
- Joseph Nechvatal
- Yves Netzhammer
- Graham Nicholls
- Simon Penny
- Melinda Rackham
- Martin Rev
- Ken Rinaldo
- David Rokeby
- Stefan Roloff
- Lillian Schwartz
- Ricardo Scofidio
- Paul Sermon
- Scott Snibbe
- Michael Snow
- Stelarc
- Survival Research Laboratories
- Gianni Toti
- Tamás Waliczky
- Norman White